# The Playtones
The Playtones är ett dansband och rock'n'rollband från Kallinge i Blekinge, Sverige, som bildades 2008 och spelar musik starkt influerad av rockabilly, rock and roll och country från 1950- och 60-talen. Bandet har sina rötter i Boppin' Steve & The Playtones. The Playtones deltog i Dansbandskampen 2009, där de vann hela tävlingen efter finalduell mot Titanix . I december 2010 slutade ursprungsmedlemmen Peter Andersson, som spelade steelguitar. 2011 kom gitarristen Anders Svensson med i bandet. Playtones kom på sjätte plats i Melodifestivalen 2011 med låten "The King", skriven av Fredrik Kempe och Peter Kvint och producerad av Jimmy Jansson, efter att bandet bjudits in mitt under pågående Dansbandskampen 2010 .

## Medlemmar
- Stefan Jonasson - sång, piano, akustisk gitarr
- Jonas Holmberg, - gitarr, körsång
- Johan Svensson - trummor, sång
- Mattias Schertell - kontrabas, elbas

## Diskografi

### Album
| Titel                       | Utgivning |
| --------------------------- | --------- |
| Rock'n'Roll Dance Party     | 2010      |
| Rock'n'Roll Christmas Party | 2010      |
| Rock'n'Roll is King         | 2011      |
| Rock The Road               | 2012      |
| In The Mood                 | 2013      |
| Rockabilly Sunset           | 2014      |
| It's Allright               | 2015      |

### Fotnoter
1. ↑  ”The Playtones vann "Dansbandskampen"”. Svenska Dagbladet. http://www.svd.se/kulturnoje/nyheter/the-playtones-vann-dansbandskampen_3970163.svd. Läst 18 januari 2011.
2. ↑  ”Playtones klara för Melodifestivalen - efter storbråk”. Expressen. 27 november 2010. https://www.expressen.se/noje/tv/playtones-klara-for-melodifestivalen-efter-storbrak-9/. Läst 2 november 2022.